# Клоун (фільм, 1980)
«Клоун» — радянський художній фільм 1980 року про цирк. Екранізація за мотивами повісті Віктора Драгунського «Сьогодні і щодня».

## Сюжет
Артист повертається додому після довгих гастролей… У нього є кохана жінка, до якої він рветься всією душею. І вона його любить, але у неї є маленький син і пам'ять про загиблого чоловіка. Вона хоче, щоб у дитини був батько, а не постійно виїжджаючий дядя Коля. Тому зібралася заміж за «надійну людину». Герой приголомшений і вражений. У цирковому середовищі така зрада рівносильна смертному вироку! Біль, гіркота та образа — все разом навалюється на героя, професія якого — клоун. І виявляється, чим глибше страждання, тим яскравіше розгорається зірка артиста…

## У ролях
- Анатолій Марчевський — Микола Вєтров
- Наталія Варлей — Тая
- Дан Левінсон — Вовка, син Таї
- Наталія Трубнікова — Ірина
- Володимир Наумцев — Борис
- Валентин Нікулін — Жека
- Юрій Каморний — Михайло
- Римма Бикова — тітка Нора
- Володимир Піцек — Панаргін
- Олена Камбурова — співачка
- Андрій Голіцин — дресирувальник
- Марія Стернікова — Маша

## Знімальна група
- Автор сценарію:  Денис Драгунський
- Режисер-постановник: Наталія Збандут (в титрах — Медюк)
- Оператор-постановник: Альберт Осипов
- Художники-постановники:  Михайло Кац, Володимир Шинкевич
- Композитор: Володимир Дашкевич
- Пісні на вірші Ф. Тютчева, М. Цвєтаєвої, Ю. Кіма (в титрах — Михайлов)
- Режисери: Л. Певень, Лариса Ларіонова
- Оператор: М. Курганський
- Звукооператор: Ігор Рябінін
- Режисер монтажу: Ельвіра Сєрова
- Художники: по костюмах — В. Ткач; по гриму — Павло Орленко; декоратор — А. Дьяченко
- Редактори: Євгенія Рудих, Е. Марценюк
- Консультант: Марк Местєчкін
- Дирктор картини: Н. Кагайне